# Vojenská rada národní záchrany

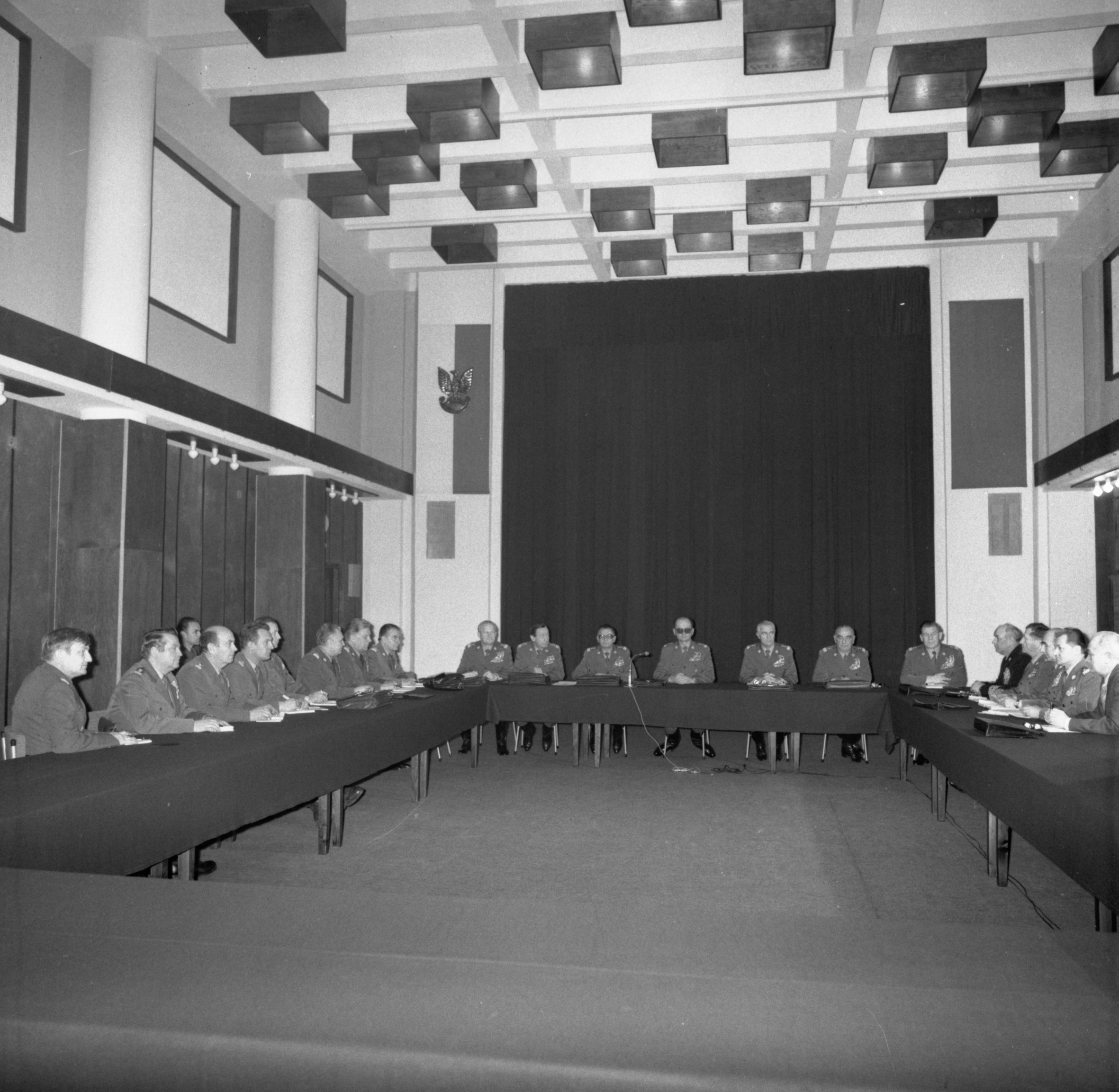
Členové WRON ve Varšavě 14. 12. 1981

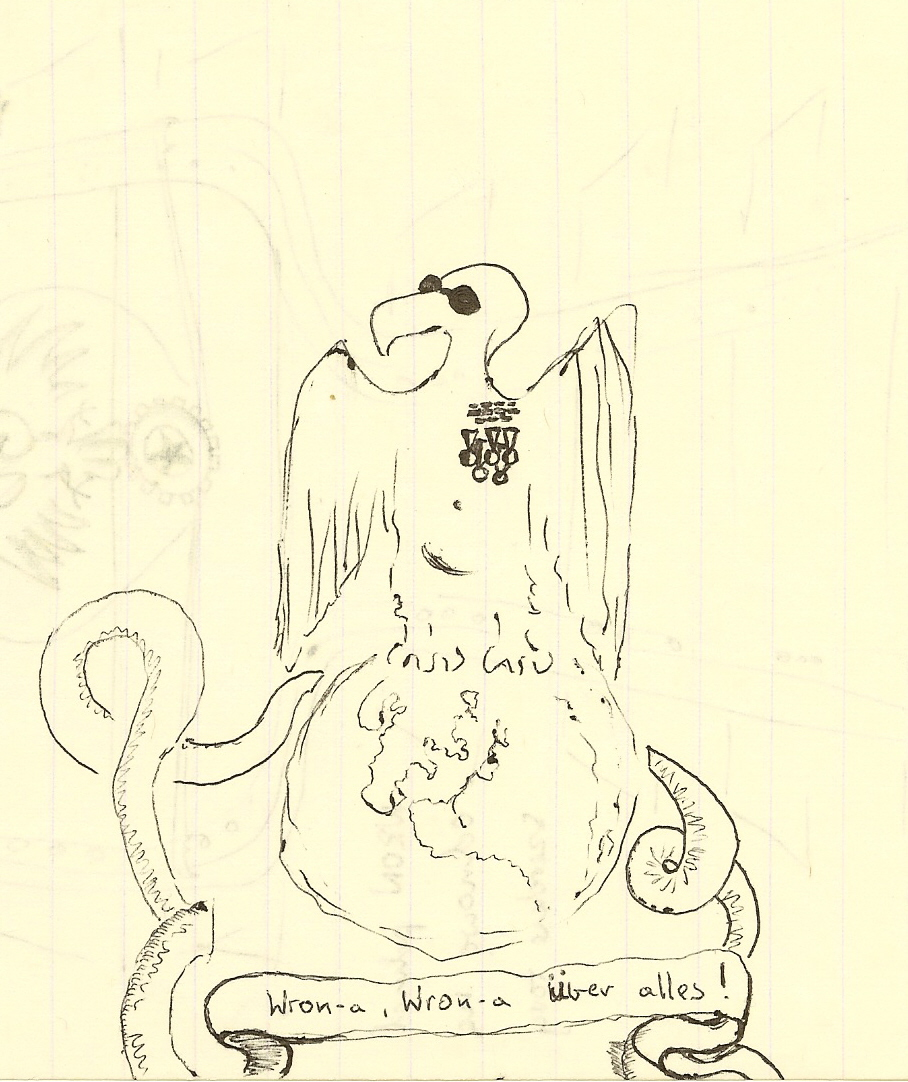
Maciej Miezian: Karikatura Jaruzelského jako vrány

Vojenská rada národní záchrany (Wojskowa Rada Ocalenia Narodowego, zkratka WRON) byla skupina třiadvaceti vysokých důstojníků polské armády, která v noci na 13. prosince 1981 v rozporu s ústavou převzala moc v Polské lidové republice a vyhlásila výjimečný stav. V jejím čele stál armádní generál Wojciech Jaruzelski, předseda vlády, ministr obrany a generální tajemník PSDS.

## Události roku 1981
Koncem roku 1981 bylo Polsko ochromeno vlnou protestních stávek, které organizoval nezávislý odborový svaz Solidarita. Jaruzelski ve svém televizním vystoupení vysvětloval nutnost převzetí moci z důvodu zabránění občanské války a hospodářského zhroucení země. Později se hájil tím, že kdyby nezavedl pořádek on, následovala by sovětská intervence, která by vedla ke krveprolití (řada historiků však pochybuje o pravděpodobnosti tohoto scénáře). V noci ze soboty na neděli 13. prosince bylo vyhlášeno stanné právo, armáda uzavřela hranice země a obsadila klíčové úřady, podniky a dopravní uzly, jejichž řízení se ujali vojenští komisaři. Bylo přerušeno telefonní spojení a nesmělo se vycházet ven po sedmé hodině večer. Všechny společenské organizace byly zakázány, do konce roku 1981 bylo zatčeno přes pět tisíc opozičních aktivistů. Pořádkové oddíly násilím rozháněly veškeré pokusy o shromažďování.
Na podporu Vojenské rady národní záchrany vznikaly civilní OKON (Obywatelskie Komitety Ocalenia Narodowego, Občanské výbory národní záchrany), z nichž v červenci 1982 vznikla kolaborantská organizace PRON (Patriotyczny Ruch Odrodzenia Narodowego, Vlastenecké hnutí národního znovuzrození). WRON byl oficiálně rozpuštěn 22. července 1983, ale Jaruzelski si i nadále ponechal všechny klíčové funkce ve státě.
Neoblíbenost vojenského režimu u občanů vedla k řadě vtipů, které vycházely z podobnosti zkratky WRON s polským slovem wrona (vrána). Objevilo se heslo „Orła WRONa nie pokona“ (polskou orlici vrána neporazí). Shodou okolností pocházel Jaruzelski z rodu drobné šlechty, který užíval heraldické znamení ślepowron, proto ho karikaturisté zobrazovali jako vránu s černými brýlemi, které nosil.

## Seznam členů WRON
- generál Wojciech Jaruzelski
- generál Czesław Kiszczak
- generál Florian Siwicki
- generál Eugeniusz Molczyk
- generál Zbigniew Nowak
- generál Tadeusz Tuczapski
- generál Józef Baryła
- generál Tadeusz Hupałowski
- generál Tadeusz Krepski
- generál Longin Łozowicki
- generál Włodzimierz Oliwa
- generál Czesław Piotrowski
- generál Henryk Rapacewicz
- generál Józef Użycki
- generál Zygmunt Zieliński
- generál Michał Janiszewski
- generál Jerzy Jarosz
- admirál Ludwik Janczyszyn
- plukovník Tadeusz Makarewicz
- plukovník Kazimierz Garbacik
- plukovník Roman Leś
- podplukovník Jerzy Włosiński
- podplukovník Mirosław Hermaszewski (první polský kosmonaut pobýval v době vyhlášení stanného práva v Moskvě a podle vlastních slov o svém jmenování členem rady vůbec nevěděl)